# مانفرد بوکنفلد
مانفرد بوکنفلد (انگلیسی: Manfred Bockenfeld؛ زادهٔ ۲۳ ژوئیهٔ ۱۹۶۰) بازیکن فوتبال اهل آلمان است.
از باشگاه‌هایی که در آن بازی کرده‌است می‌توان به باشگاه ورزشی وردر برمن و باشگاه فوتبال فورتونا دوسلدورف اشاره کرد.
وی همچنین در تیم ملی فوتبال آلمان بازی کرده‌است.